# 馬塞爾·貝岑松

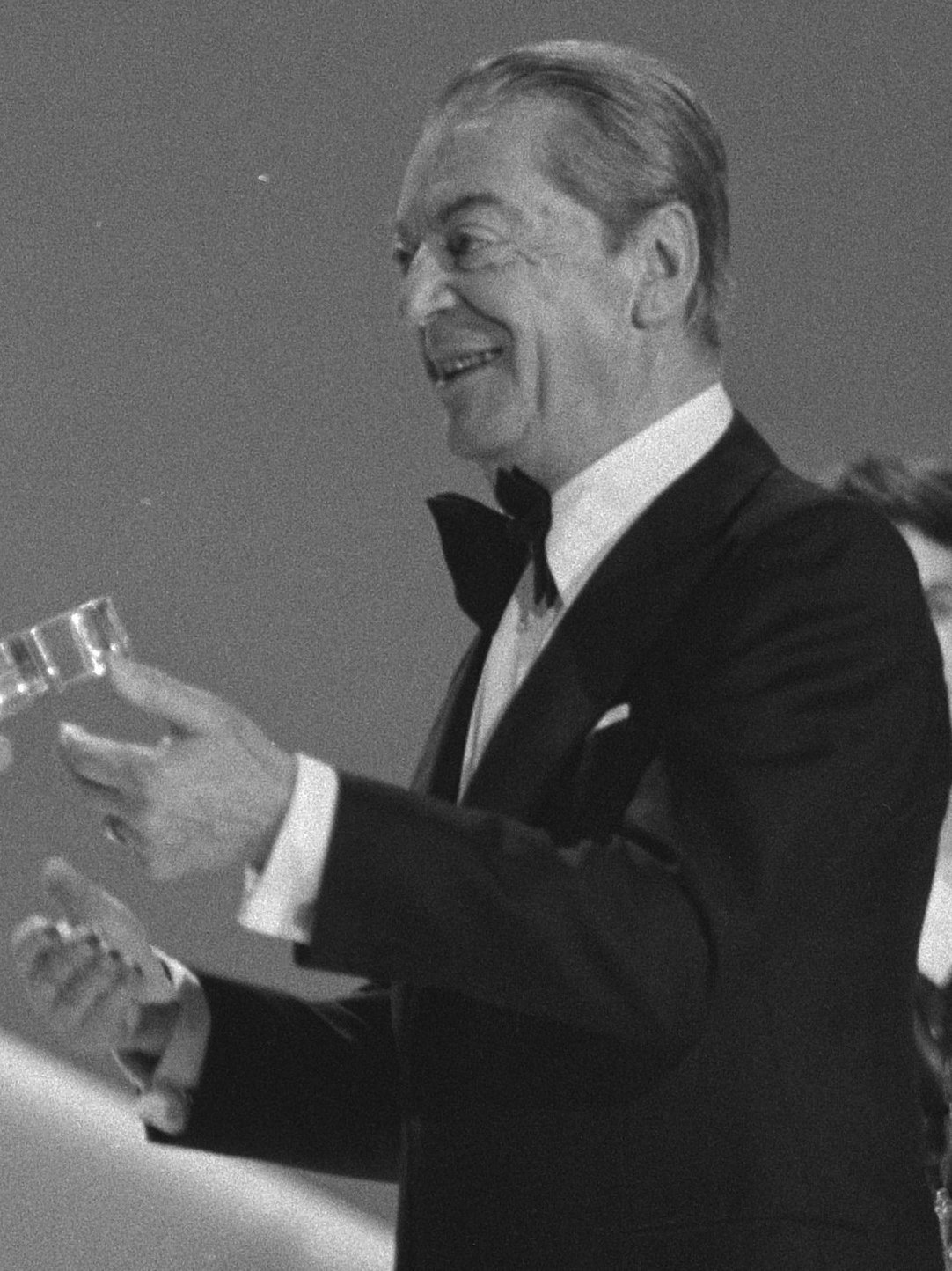
馬塞爾·貝岑松

馬塞爾·貝岑松（1907年5月1日 - 1981年2月17日）是一位瑞士新聞工作者、媒体大亨，1932年毕业于洛桑大学。  曾于1954年至1970年担任歐洲廣播聯盟理事；1950年至1972年擔任瑞士广播电视集团总干事；1963年至1972年期间担任瑞士通讯社董事会成员。  1955年，他以聖雷莫音樂節为基础，构思了歐洲歌唱大賽。 2002年，以他的名字命名的馬塞爾·貝桑松獎创立。 